# Microtegeus borhidii
Microtegeus borhidii är en kvalsterart som beskrevs av Balogh och Sandór Mahunka 1974. Microtegeus borhidii ingår i släktet Microtegeus och familjen Microtegeidae. Inga underarter finns listade i Catalogue of Life.